# Abdi-Heba
Abdi-Heba (Abdi-Ḫeba) Jeruzsálem városának uralkodója volt az egyiptomi Amarna-reform idején. A név jelentése valószínűleg Hebat szolgája, Hebat pedig hurri eredetű istennő. Mind Abdi-Heba, mind Jeruzsálem népe hurri etnikumú lehetett, mint az izraeliták előtti Kánaán általában.
Jeruzsálem (abban az időben Uru-szalim) körülbelül 1500 lakosú, vidéki váracska köré települt kistelepülés volt, csekély jelentőséggel, politikai vagy gazdasági súllyal. Abdi-Heba történeti nevezetességét az Amarna-levelek hozták meg, amelyekből információink vannak életéről és tevékenységéről. Származásáról semmit sem tudunk, azon kívül, hogy nem uralkodóházba született. Egyiptom jóvoltából és akaratából uralkodott Jeruzsálem felett. Mivel az Amarna-leveleken kívül semmilyen forrás nem áll rendelkezésre róla, az utolsó levél utáni sorsa is ismeretlen.
Abdi-Heba uralkodása alatt Amurru királya, Aziru és Gézer (Gazru) kormányzója, Milkilu, valamint Askelón (Ašqaluna) és Lákis fejedelmei többször támadták meg a térséget. Abdi-Heba több levelében kéri az egyiptomi királyt (valószínűleg III. Amenhotepet), hogy nyújtson katonai támogatást számára.
Abdi-Heba leveleiben feltűnnek az apiruk, akiket sok történész azonosít a héberekkel. Az apiru vezér, Labaja említése (akinek három levele – EA#252-254 – szintén előkerült), valamint a Labaja utódaként említett Suvardata, Kiltu (Gát) fejedelme inspirálta David Rohlt sajátos kronológiai elméletének felállítására. Eszerint Labaja Saullal lenne azonos. Ez esetben Suvardata a bibliai Ákis, a türoszi Abímilki Abimelekkel azonosítható, Dávid Dadujah lenne, Isbál pedig Mutbaál. David Rohl ezen elmélete vagy az egyiptomi történelmet rövidíti meg három évszázaddal, vagy a héberek történelmét nyújtja meg háromszáz évvel, mivel a hagyományosan i. e. 1000 körüli időre datált Dávidot a szintén hagyományosan az i. e. 14. századra datált Amarna-korba helyezi.
Abdi-Heba levelei: EA#285-290.
Lásd még:
- Amarna-levelek
- Az Amarna-levelek listája